# Nuevo Rocafuerte
Nuevo Rocafuerte ist eine Ortschaft und eine Parroquia urbana („städtisches Kirchspiel“) im Kanton Aguarico der Provinz Orellana im Nordosten von Republik Ecuador. Die Parroquia Nuevo Rocafuerte besitzt eine Fläche von 1641 km². Die Einwohnerzahl lag im Jahr 2010 bei 1024. Nuevo Rocafuerte, der Hauptort und Sitz der Verwaltung, befindet sich am südlichen Flussufer des Río Napo. Neben dem Hauptort Nuevo Rocafuerte umfasst die Parroquia noch die Kommunen Alta Florencia, Santa Rosa, Santa Teresita und Bello Horizonte.

## Lage
Die Parroquia Nuevo Rocafuerte liegt im Amazonastiefland an der Grenze zu Peru. Der Río Napo durchquert den Norden des Gebietes in südöstlicher Richtung. Der Río Yasuní durchquert das Areal anfangs in östlicher, später in nordnordöstlicher Richtung. Der Río Nashiño, ein linker Nebenfluss des Río Curaray, begrenzt die Parroquia im Süden. Der Río Pindoyacu, ein linker Nebenfluss des Río Yasuní, verläuft entlang der westlichen Grenze. Im Norden verläuft die Gebietsgrenze ungefähr entlang dem Flusslauf des Río Cocaya, ein rechter Nebenfluss des Río Aguarico.
Die Parroquia Nuevo Rocafuerte grenzt im Norden an die Parroquia Yasuní, im Osten an Peru, im Süden und im Westen an die Parroquia Cononaco sowie im Nordwesten an die Parroquia Tiputini.

## Ort Nuevo Rocafuerte
Die Siedlung liegt am Río Napo, der unterhalb des Ortes die Grenze zu Peru bildet, und ist einer der am weitesten östlich gelegenen Orte Ecuadors. Der 194 m hoch gelegene Ort zählt 461 Einwohner (Zensus 2010) und ist nur mit Hilfe eines einmal täglich von Puerto Francisco de Orellana (Coca) kommenden Kanus zu erreichen. Neben einer Kaserne befindet sich in Nuevo Rocafuerte auch das einzige Krankenhaus der weiteren Umgebung. Die nächstliegenden Straßen sind etwa 250 km entfernt.

## Geschichte
Die Parroquia Nuevo Rocafuerte wurde am 22. Januar 1945 gegründet. Der Ort Nuevo Rocafuerte war lange Zeit Sitz der Kantonsverwaltung. Zuvor lag die Kantonsverwaltung in Rocafuerte, dem heutigen Cabo Pantoja.
Am 8. September 2001 verlegte der damalige Alcalde Cox den Verwaltungssitz nach Tiputini. Bei einem Referendum am 8. Juni 2008 wurde der neue Verwaltungssitz bestätigt. Der wohl wichtigste Sohn des Dorfes ist Lenín Moreno, 2017–2021 Präsident von Ecuador.

## Ökologie
Der Süden der Parroquia liegt innerhalb des Nationalparks Yasuní.